# پیشاتاریخ برهنگی و پوشاک
برهنگی و استفاده از لباس دو ویژگی انسان هستند که با پیشاتاریخ برهنگی و پوشاک (انگلیسی: Prehistory of nakedness and clothing) او در ارتباط‌اند. از دست دادن عمده موی بدن، انسان امروزی اولیه را از دیگر نخستی‌ها متمایز می‌کند. شواهد فعلی نشان می‌دهد که انسان‌های مدرن از نظر آناتومیکی برای دست‌کم ۹۰٬۰۰۰ سال در دوران پیشاتاریخ برهنه بوده‌اند، پیش از آن‌که لباس را اختراع کنند. امروزه نیز برخی از جوامع بومی که به‌صورت ایزوله در مناطق گرمسیری زندگی می‌کنند، در بسیاری از فعالیت‌های روزمره بدون لباس هستند.

## فرگشت بی‌مویی
نزدیک‌ترین خویشاوندان زنده انسان‌ها (مانند شامپانزه‌ها) مناطق وسیعی از بدنشان با خز پوشیده شده، اما نواحی بدون مو نیز دارند. بی‌مویی عمومی انسان‌ها در مقایسه با گونه‌های مشابه ممکن است به دلیل از کار افتادن عملکرد ژن شبه‌کاذب KRT41P باشد (که در تولید کراتین نقش دارد)؛ این ژن حدود ۲۴۰٬۰۰۰ سال پیش در تبار انسان‌ها غیرفعال شده است. در موارد فردی، جهش در ژن HR ممکن است باعث طاسی کامل شود، هرچند این پدیده در انسان‌ها غیرمعمول است. همچنین انسان‌ها ممکن است به دلیل عدم تعادل هورمونی ناشی از دارو یا بارداری، موهای خود را از دست بدهند.
برای درک اینکه چرا انسان‌ها به‌طور قابل توجهی نسبت به سایر پستانداران نخستین موهای کمتری دارند، باید بدانیم که موی بدن پستانداران تنها جنبه ظاهری ندارد؛ بلکه از پوست در برابر زخم، نیش، گرما، سرما و اشعه فرابنفش محافظت می‌کند. افزون بر این، مو می‌تواند در ارتباطات اجتماعی یا به‌عنوان استتار نقش داشته باشد.
نخستین گونه بی‌مو در جنس Homo، انسان راست‌قامت (Homo erectus) بود که حدود ۱.۶ میلیون سال پیش پدید آمد. رایج‌ترین توضیح فرگشتی برای از دست دادن موی بدن در انسان‌های اولیه، نیاز به دفع گرمای بدن بوده است. کاهش مو و افزایش غدد عرق‌ساز به بدن آن‌ها کمک کرد تا در محیط داغ و بدون سایه ساوانا، خنک بماند. این تغییر محیطی همچنین با تغییر رژیم غذایی از گیاه‌خواری به شکار همراه بود. شکار در دشت‌های باز نیاز به فعالیت جسمانی و دویدن طولانی داشت، که بر اهمیت تنظیم دمای بدن افزود.
نینا جابلونسکی، انسان‌شناس و زیست‌شناس تکاملی، معتقد است که توانایی دفع گرمای اضافی از طریق عرق‌کردن نقش مهمی در بزرگ شدن چشمگیر مغز انسان داشت؛ چراکه مغز حساس‌ترین عضو بدن به دماست. بنابراین از دست دادن خز نقشی کلیدی در سازگاری‌های بعدی، چه جسمی و چه رفتاری، داشت که انسان را از دیگر نخستین‌ها متمایز ساخت.
برخی از این تغییرات احتمالاً ناشی از انتخاب جنسی بوده‌اند. یعنی انسان‌ها به‌طور آگاهانه یا ناخودآگاه، جفت‌هایی با موی کمتر را انتخاب می‌کردند که این موضوع موجب تسریع روندی شد که در ابتدا از طریق انتخاب طبیعی آغاز شده بود. انتخاب جنسی ممکن است همچنین توضیح‌دهنده باقی ماندن مو در نواحی تناسلی و زیر بغل باشد، جایی که غدد فرومون فعال هستند، در حالی که موی سر همچنان برای محافظت در برابر نور خورشید باقی ماند.
انسان‌های مدرن از نظر آناتومیکی، که ویژگی‌هایی از جمله بی‌مویی را دارند، حدود ۲۶۰٬۰۰۰ تا ۳۵۰٬۰۰۰ سال پیش پدیدار شدند.